# Стромін Альберт Робертович
Альберт Робертович Стромін (Строєв, Геллер) (1902, місто Лейпциг, Німеччина — розстріляний 22 лютого 1939, Москва) — радянський діяч органів держбезпеки, начальник УНКВС по Саратовській області. Входив до складу особливої трійки НКВС СРСР. Депутат Верховної Ради СРСР 1-го скликання (1937—1938). 

## Біографія
Народився в родині рахівника. У 1913 році батько з родиною висланий з Німецької імперії як соціал-демократ. Перебралися в Росію і до серпня 1914 року проживали на станції Стенден Курляндської губернії. З початком Першої світової війни вислані під нагляд поліції в Омськ. У 1917 році родина перебралася до Катеринослава.
У листопаді 1917 — січні 1919 року — учень в друкарні, перукарні міста Катеринослава. У 1918 році закінчив п'ять класів комерційного училища в Катеринославі. У 1918 році вступив до Комуністичної спілки молоді.
З січні 1919 року — ад'ютант 3-го Катеринославського фортечного полку, рядовий 46-ї Задніпровської стрілецької дивізії РСЧА. Під час оборони Катеринослава у 1919 році був поранений, переховувався від білих у будинку матері.
У грудні 1919 — березні 1920 року — технічний працівник Катеринославського губернського комітету КП(б)У.
Член РКП(б) з березня 1920 по березень 1922 року, вибув автоматично.
У березні 1920 — березні 1923 року — співробітник Катеринославської губернської надзвичайної комісії (ЧК); співробітник Олександрівської (Запорізької) губернської ЧК; співробітник ДПУ в містах Великий Токмак і Бердянськ. У березні 1923 — березні 1924 року — співробітник ДПУ в місті Харкові.
У березні — травні 1924 року — контролер 2-го спеціального відділення секретно-оперативної частини Повноважного представництва ОДПУ по Ленінградському військовому округу (ЛВО). У травні 1924 — квітні 1925 року — рядовий прикордонних військ ОДПУ. У квітні 1925 — жовтні 1926 року — помічник уповноваженого і уповноважений інформаційного відділу секретно-оперативної частини Повноважного представництва ОДПУ по Ленінградському військовому округу (ЛВО), помічник уповноваженого інформаційно-агентурного відділу секретно-оперативної частини Повноважного представництва ОДПУ по ЛВО по Центральному району Ленінграда.
Член ВКП(б) з червня 1926 року.
У жовтні 1926 — листопаді 1929 року — уповноважений, старший уповноважений 4-го відділення секретного відділу секретно-оперативного управління Повноважного представництва ОДПУ по Ленінградському військовому округу. У листопаді — грудні 1929 року — помічник начальника 2-го відділення секретного відділу секретно-оперативного управління Повноважного представництва ОДПУ по ЛВО. У грудні 1929 — жовтні 1930 року — начальник 3-го відділення інформаційного відділу секретно-оперативного управління Повноважного представництва ОДПУ по ЛВО. У жовтні 1930 — квітні 1931 року — помічник начальника 2-го відділення секретного відділу секретно-оперативного управління Повноважного представництва ОДПУ по ЛВО. У квітні — жовтні 1931 року — оперативний уповноважений 4-го відділення секретно-політичного відділу Повноважного представництва ОДПУ по ЛВО. У жовтні 1931 — лютому 1933 року — начальник 3-го відділення секретно-політичного відділу Повноважного представництва ОДПУ по ЛВО. У лютому 1933 — липні 1934 року — помічник начальника секретно-політичного відділу Повноважного представництва ОДПУ по Ленінградському військовому округу.
У липні 1934 — квітні 1935 року — помічник начальника секретно-політичного відділу УДБ УНКВС по Ленінградській області.
У червні 1935 — вересні 1936 року — начальник 6-го відділення секретно-політичного відділу ГУДБ НКВС СРСР.
У вересні 1936 — квітні 1937 року — помічник начальника УНКВС по Свердловській області.
У квітні — червні 1937 року — помічник начальника 4-го відділу ГУДБ НКВС СРСР. У червні — серпні 1937 року — заступник начальника 4-го відділу ГУДБ НКВС СРСР.
З 7 серпня 1937 по 14 грудня 1938 року — начальник Управління НКВС по Саратовській області. Входив до складу особливої трійки, створеної за наказом НКВС СРСР від 30 липня 1937 року, брав активну участь в сталінських репресіях.
Заарештований 14 грудня 1938 року. Засуджений Військовою колегією Верховного суду СРСР 22 лютого 1939 року до страти. Розстріляний того ж дня. Не реабілітований.

## Звання
- капітан державної безпеки (8.12.1935)
- майор державної безпеки (28.04.1937)

## Нагороди
- орден Леніна (22.07.1937)
- медаль «XX років Робітничо-Селянській Червоній Армії» (22.02.1938)
- знак «Почесний працівник ВЧК-ДПУ (V)» (1929)